# 矫喆
矫喆（1981年8月21日—），出生于山东济南，是一名中国足球运动员，司职右边后卫，速度较快，有较强的助攻能力。

## 职业生涯
矫喆在1998年进入山东鲁能泰山青年队。2000年进入山东鲁能泰山一队，之后的几年里逐步取代郝伟成为球队的主力右边后卫。2003年进入由沈祥福任主教练的中国国奥队。
2005年首次开始参加国家队的集训，代表国家队参加了同哥斯达黎加的友谊赛表现不佳。2年后他再次入选国家队，同样没能证明自己的能力。
2009年5月，在舒畅受伤的情况下，矫喆一度作为队长出现在了山东鲁能的阵容中，但其后在两场比赛中被指有挑衅球迷的举动。
2010年中超第18轮山东鲁能与重庆力帆比赛进入尾声，由于配合失误，矫喆在场上对年轻球员张弛进行辱骂。面对老大哥的辱骂，小将张弛选择了沉默，没有进行回应，脾气冲动的矫喆单方面认为这名球员对他不够尊重。比赛结束进入休息室后，矫喆当着全体队友的面殴打了张弛，作为在球场上不尊重自己的惩罚，以此显示自己在更衣室的权威。结果矫喆被重罚—停薪停赛不停训，罚款三万，并向全体队友道歉。
2011年1月，矫喆从山东鲁能以租借转会形式加盟杭州绿城一年並于2012年回归山东鲁能。
2012年2月27日，他以租借形式加盟中超球隊北京國安。
2013年，矫喆加盟青岛中能，但赛季结束时青岛中能降级至中甲联赛。2014年转投呼和浩特中优，2017年2月加盟石家庄永昌，2019年随队冲超成功。2020年初加盟北京人和，但赛季末期人和降入中乙，矫喆遂于2020年11月退役，2021年回到山东泰山队担任助理教练。
2024年9月10日，矫喆被指谋求不正当利益，“参与不正当交易、操纵足球比赛、获得非法收益”，被终身禁止在中国境内从事任何与足球有关的活动。

## 荣誉

### 山东鲁能泰山
矫喆随队先后获得了三次联赛冠军、三次足协杯冠军和一次中超杯冠军
- 中国足球超级联赛冠军：2006，2008，2010
- 中国足协杯冠军：2004，2006
- 中国超級联賽杯冠军：2004